# Sự tồn tại của Chúa
Sự tồn tại của Chúa là một chủ đề tranh luận trong triết lý của tôn giáo và văn hóa đại chúng.
Một loạt các lập luận cho và chống lại sự tồn tại của Thiên Chúa có thể được phân loại thành siêu hình, logic, theo kinh nghiệm hoặc chủ quan. Trong triết học về, câu hỏi về sự tồn tại của Thiên Chúa liên quan đến các nguyên tắc của nhận thức luận (theo tính chất, phạm vi kiến thức) và bản thể luận (nghiên cứu về bản chất của con người, sự tồn tại, hoặc thực tế) và lý thuyết về giá trị (vì một số định nghĩa về Thiên Chúa bao gồm "sự hoàn hảo").
Truyền thống thảo luận triết học phương Tây về sự tồn tại của Thiên Chúa bắt đầu từ Plato và Aristotle, những người đưa ra những lập luận mà bây giờ sẽ được phân loại thành vũ trụ học. Các lập luận khác cho sự tồn tại của Thiên Chúa đã được đề xuất từ Thánh Anselm, người đã đưa ra lập luận về bản thể học đầu tiên; Ibn Rushd (Averroes) và Thomas Aquinas, người đã trình bày các phiên bản riêng của họ về lập luận về vũ trụ (tranh luận về <i id="mwJA">kalam</i> và cách thứ nhất, tương ứng); René Descartes, người đã nói rằng sự tồn tại của một vị thần nhân từ là cần thiết về mặt logic để bằng chứng của các giác quan có ý nghĩa. John Calvin đã tranh luận về một Sensus divinitatis, cung cấp cho mỗi người một kiến thức về sự tồn tại của Chúa.
Các nhà triết học đã cung cấp luận cứ chống lại sự hiện hữu của Thiên Chúa bao gồm Friedrich Nietzsche và Bertrand Russell. Trong văn hóa hiện đại, câu hỏi về sự tồn tại của Chúa đã được thảo luận bởi các nhà khoa học như Stephen Hawking, Francis Collins, Lawrence M. Krauss, Richard Dawkins, Carl Sagan, Neil deGrasse Tyson, John Lennox và Sam Harris, cũng như các nhà triết học bao gồm Richard Swinburne, Alvin Plantinga, William Lane Craig, Rebecca Goldstein, AC Grayling, Daniel Dennett, Christopher Hitchens, Edward Feser và David Bentley Hart.
Theo phương pháp khoa học, các lý thuyết phải được kiểm chứng bằng thí nghiệm vật lý. Hầu hết các quan niệm nổi bật về Thiên Chúa rõ ràng hoặc có hiệu quả đặt ra một thực thể mà sự tồn tại của họ không thể kiểm chứng được. Do đó, câu hỏi về sự tồn tại của Chúa có thể theo định nghĩa nằm ngoài tầm nhìn của khoa học. Giáo hội Công giáo duy trì rằng kiến thức về sự tồn tại của Chúa là "ánh sáng tự nhiên của lý trí con người". Những người ủng hộ duy trì rằng niềm tin vào sự tồn tại của Thiên Chúa không thể chấp nhận được để thể hiện hoặc bác bỏ, nhưng chỉ dựa vào đức tin.
Những người vô thần xem các lập luận cho sự tồn tại của Thiên Chúa là không đủ, là nhầm lẫn hoặc vượt xa các lập luận chống lại nó, trong khi một số tôn giáo, chẳng hạn như Jaina giáo, từ chối khả năng có một vị thần sáng tạo ra thế giới.